# Gervais Rentoul
Gervais Squire Chittick Rentoul (1er août 1884 - 7 mars 1946) est un homme politique conservateur britannique. 

## Biographie
Il est le fils aîné du juge James Alexander Rentoul (en), député d'East Down de 1890 à 1902, et de son épouse Florence Isabella Young. James Rentoul est quelque peu excentrique et un journal contemporain rapporte à son sujet qu'«aucun homme, femme ou enfant ne souhaitait le voir réélu à East Down». 
Il est né à Plumstead et fait ses études à la City of London School, à la Royal University of Ireland et à Christ Church, Oxford, où il obtient les honneurs de première classe en jurisprudence et est président de l'Oxford Union Society. Pendant son séjour à Oxford, il est actif au sein de l'Oxford University Dramatic Society (OUDS). Parmi les rôles de scène qu'il a joué, on peut citer Angelo dans la Mesure pour mesure (1906) et Petruchio dans La Mégère apprivoisée (1907), une production comprenant les actrices professionnelles Lily Brayton comme Katherine et sa sœur Agnès comme Bianca. Après avoir quitté Oxford, il joue avec les Old Stagers avec un autre avocat et ancien élève de l'OUDS CWMercer. 
En 1912, il épouse Christian Muriel Smart (né en 1884); ils ont une fille, Sylvia (née en 1916) qui épouse Ferenc Gallo. En 1924, il est maître de la guilde des hommes libres de la ville de Londres. 
Il est élu député conservateur de Lowestoft en 1922. Il est président fondateur du Comité 1922 (1923–1932) et Secrétaire parlementaire privé du procureur général (1925–1929). Il est avocat et devient conseiller du roi en 1930, devenant Recorder de Sandwich. Il est fait chevalier en 1929 et prend sa retraite du Parlement en 1934. 
Il est incarné à la télévision par Robin Sachs dans la pièce The Root of all Evil (1981), une dramatisation de l' affaire de meurtre de Seddon en 1912 dans laquelle Rentoul est apparu pour la défense. 